# 中和镇 (永仁县)
中和镇，是中华人民共和国云南省楚雄彝族自治州永仁县下辖的一个乡镇级行政单位。

## 行政区划
中和镇下辖以下地区：
中和村、直苴村、波者地村、他的苴村、小直么村、岔河村、支那村、万马村和进化村。